# ماساشي ميازاوا
ماساشي ميازاوا (باليابانية: 宮沢 正史) (مواليد 24 أبريل 1987)، هو لاعب كرة قدم ياباني سابق كان يلعب كلاعب وسط.

## وصلات خارجية
- ماساشي ميازاوا على موقع رابطة كرة القدم اليابانية للمحترفين (اليابانية)
- ماساشي ميازاوا على موقع قاعدة بيانات كرة القدم.إي يو (الإنجليزية)
- ماساشي ميازاوا على موقع Soccerway.com (الإنجليزية)
- ماساشي ميازاوا على موقع عالم كرة القدم.نت (الإنجليزية)
- ماساشي ميازاوا على موقع كووورة